# マリー・アルフレッド・コルニュ
マリー・アルフレッド・コルニュ（Marie Alfred Cornu、1841年3月6日 - 1902年4月12日）はフランスの物理学者である。クロソイド曲線の別名であるコルニュ・スパイラルはコルニュの名に因んでいる。
オルレアンに生まれた。エコール・ポリテクニーク、国立鉱山学校で学んだ後、1867年からエコール・ポリテクニークの実験物理学の教授になった。キャヴェンディッシュの万有引力定数を求める実験 (いわゆるキャヴェンディッシュの実験) や光速を求めるフィゾーの測定方法を改良し、その測定精度を高めた。 
1878年に Lacaze賞、1899年にランフォード・メダルを受賞した。